# Campeonato Mundial de Atletismo de 2017 - Salto em altura feminino
A competição do salto em altura feminino no Campeonato Mundial de Atletismo de 2017 foi realizada no Estádio Olímpico de Londres nos dias 10 e 12 de agosto. Mariya Lasitskene levou a medalha de ouro. 

## Recordes
Antes da competição, os recordes eram os seguintes:
| Recorde mundial                               | Stefka Kostadinova (BUL)  | 2.09 | Roma, Itália               | 30 de agosto de 1987    |
| Recorde do campeonato                         | Stefka Kostadinova (BUL)  | 2.09 | Roma, Itália               | 30 de agosto de 1987    |
| Melhor marca do ano                           | Mariya Lasitskene (RUS)   | 2.06 | Lausana, Suiça             | 6 de julho de 2017      |
| Recorde africano                              | Hestrie Cloete (RSA)      | 2.06 | Paris, França              | 31 de agosto de 2003    |
| Recorde asiático                              | Marina Aitova (KAZ)       | 1.99 | Atenas, Grécia             | 13 de julho de 2009     |
| Recorde da América do Norte, Central e Caribe | Chaunté Howard Lowe (USA) | 2.05 | Des Moines, Estados Unidos | 26 de junho de 2010     |
| Recorde sul-americano                         | Solange Witteveen (ARG)   | 1.96 | Oristano, Itália           | 8 de setembro de 1987   |
| Recorde europeu                               | Stefka Kostadinova (BUL)  | 2.09 | Roma, Itália               | 30 de agosto de 1987    |
| Recorde da Oceania                            | Vanessa Browne-Ward (AUS) | 1.98 | Perth, Austrália           | 12 de fevereiro de 1989 |
| Recorde da Oceania                            | Alison Inverarity (AUS)   | 1.98 | Ingolstadt, Alemanha       | 17 de julho de 1994     |

## Medalhistas
| Ouro              | Prata                  | Bronze                |
| Mariya Lasitskene | Yuliya Levchenko (UKR) | Kamila Lićwinko (POL) |

## Tempo de qualificação
| Tempo de qualificação |
| --------------------- |
| 1.94 metros           |

## Calendário
| Data                 | Horário | Fase         |
| -------------------- | ------- | ------------ |
| 10 de agosto de 2017 | 19:10   | Qualificação |
| 12 de agosto de 2017 | 19:05   | Final        |

Todos os horários estão no horário local (UTC+1)

## Resultados

### Qualificação
Qualificação: 1,94 m (Q) ou as doze melhores performances (q) 
| Pos. | Grupo | Atleta                     | Nacionalidade               | 1.80 | 1.85 | 1.89 | 1.92 | Marca | Notas |
| ---- | ----- | -------------------------- | --------------------------- | ---- | ---- | ---- | ---- | ----- | ----- |
| 1    | B     | Mariya Lasitskene          | Atletas Neutros Autorizados | –    | o    | o    | o    | 1.92  | q     |
| 1    | B     | Yuliya Levchenko           | Ucrânia                     | o    | o    | o    | o    | 1.92  | q     |
| 1    | B     | Kamila Lićwinko            | Polónia                     | –    | o    | o    | o    | 1.92  | q     |
| 4    | A     | Katarina Johnson-Thompson  | Grã-Bretanha                | o    | o    | xo   | o    | 1.92  | q     |
| 4    | A     | Inika McPherson            | Estados Unidos              | –    | o    | xo   | o    | 1.92  | q     |
| 6    | A     | Vashti Cunningham          | Estados Unidos              | o    | o    | o    | xo   | 1.92  | q     |
| 6    | B     | Mirela Demireva            | Bulgária                    | o    | o    | o    | xo   | 1.92  | q,    |
| 6    | B     | Morgan Lake                | Grã-Bretanha                | o    | o    | o    | xo   | 1.92  | q     |
| 6    | A     | Airinė Palšytė             | Lituânia                    | o    | o    | o    | xo   | 1.92  | q     |
| 10   | B     | Michaela Hrubá             | Chéquia                     | o    | o    | xo   | xo   | 1.92  | q     |
| 11   | B     | Ruth Beitia                | Espanha                     | o    | o    | o    | xxo  | 1.92  | q     |
| 11   | A     | Marie-Laurence Jungfleisch | Alemanha                    | o    | o    | o    | xxo  | 1.92  | q     |
| 13   | B     | Maruša Černjul             | Eslovênia                   | o    | o    | o    | xxx  | 1.89  |       |
| 13   | B     | Iryna Herashchenko         | Ucrânia                     | o    | o    | o    | xxx  | 1.89  |       |
| 13   | A     | Levern Spencer             | Santa Lúcia                 | o    | o    | o    | xxx  | 1.89  |       |
| 16   | A     | Irina Gordeeva             | Atletas Neutros Autorizados | o    | xo   | o    | xxx  | 1.89  |       |
| 17   | A     | Kimberly Williamson        | Jamaica                     | o    | xxo  | o    | xxx  | 1.89  |       |
| 18   | B     | Sofie Skoog                | Suécia                      | o    | o    | xo   | xxx  | 1.89  |       |
| 19   | B     | Alessia Trost              | Itália                      | o    | o    | xxo  | xxx  | 1.89  |       |
| 20   | A     | Oksana Okuneva             | Ucrânia                     | o    | xxo  | xxo  | xxx  | 1.89  |       |
| 21   | B     | Nadiya Dusanova            | Uzbequistão                 | o    | o    | xxx  | z    | 1.85  |       |
| 21   | A     | Erika Kinsey               | Suécia                      | o    | o    | xxx  | z    | 1.85  |       |
| 21   | B     | Alyxandria Treasure        | Canadá                      | o    | o    | xxx  | z    | 1.85  |       |
| 21   | A     | Marija Vuković             | Montenegro                  | o    | o    | xxx  | z    | 1.85  |       |
| 25   | A     | Ana Šimić                  | Croácia                     | o    | xo   | xxx  | z    | 1.85  |       |
| 26   | A     | Tatiana Gousin             | Grécia                      | xo   | xxo  | xxx  | z    | 1.85  |       |
| 27   | B     | Elizabeth Patterson        | Estados Unidos              | o    | xxx  | z    | z    | 1.80  |       |
| 28   | A     | Erika Furlani              | Itália                      | xo   | xxx  | z    | z    | 1.80  |       |
| 29   | B     | Linda Sandblom             | Finlândia                   | xxo  | xxx  | z    | z    | 1.80  |       |
| 30   | A     | Nicola McDermott           | Austrália                   | xxx  | z    | z    | z    | NM    |       |

### Final
A final da prova ocorreu dia 12 de agosto às 19:05. 
| Pos.              | Atleta                     | Nacionalidade               | 1.84 | 1.88 | 1.92 | 1.95 | 1.97 | 1.99 | 2.01 | 2.03 | 2.08 | Marca | Notas                |
| ----------------- | -------------------------- | --------------------------- | ---- | ---- | ---- | ---- | ---- | ---- | ---- | ---- | ---- | ----- | -------------------- |
| Medalha de ouro   | Mariya Lasitskene          | Atletas Neutros Autorizados | o    | o    | o    | o    | o    | x-   | o    | o    | xxx  | 2.03  |                      |
| Medalha de prata  | Yuliya Levchenko           | Ucrânia                     | o    | o    | o    | o    | o    | o    | xo   | xxx  | z    | 2.01  | Recorde pessoal      |
| Medalha de bronze | Kamila Lićwinko            | Polónia                     | o    | o    | xo   | xo   | xxo  | o    | xx-  | x    | z    | 1.99  | Recorde da temporada |
| 4                 | Marie-Laurence Jungfleisch | Alemanha                    | o    | o    | o    | o    | xxx  | z    | z    | z    | z    | 1.95  |                      |
| 5                 | Katarina Johnson-Thompson  | Grã-Bretanha                | o    | o    | xo   | o    | xxx  | z    | z    | z    | z    | 1.95  | Recorde da temporada |
| 6                 | Morgan Lake                | Grã-Bretanha                | o    | o    | o    | xo   | xxx  | z    | z    | z    | z    | 1.95  |                      |
| 7                 | Airinė Palšytė             | Lituânia                    | o    | o    | o    | xxx  | z    | z    | z    | z    | z    | 1.92  |                      |
| 7                 | Mirela Demireva            | Bulgária                    | o    | o    | o    | xxx  | z    | z    | z    | z    | z    | 1.92  | Recorde da temporada |
| 9                 | Inika McPherson            | Estados Unidos              | -    | xo   | o    | xxx  | z    | z    | z    | z    | z    | 1.92  |                      |
| 10                | Vashti Cunningham          | Estados Unidos              | o    | o    | xxo  | xxx  | z    | z    | z    | z    | z    | 1.92  |                      |
| 11                | Michaela Hrubá             | Chéquia                     | o    | xo   | xxo  | xxx  | z    | z    | z    | z    | z    | 1.92  |                      |
| 12                | Ruth Beitia                | Espanha                     | o    | o    | xxx  | z    | z    | z    | z    | z    | z    | 1.88  |                      |

Legenda
| Recorde mundial       | Recorde mundial (World record)               |                       | Recorde africano                      | Recorde africano (African) |                                           | Q | Classificado por posição (Qualified) |
| Recorde do campeonato | Recorde do campeonato (Championship record)  | Recorde da América    | Recorde da América (Americas)         | q                          | Classificado por melhor tempo (Qualified) |   |                                      |
| Melhor marca do ano   | Melhor marca do ano (World leading)          | Recorde asiático      | Recorde asiático (Asian)              | DNS                        | Não largou (Did not start)                |   |                                      |
| Recorde nacional      | Recorde nacional (National record)           | Recorde europeu       | Recorde europeu (European)            | DNF                        | Não terminou (Did not finish)             |   |                                      |
| Recorde pessoal       | Recorde pessoal do atleta (Personal best)    | Recorde da Oceania    | Recorde da Oceania (Oceania)          | DSQ / DQ                   | Desclassificado (Disqualified)            |   |                                      |
| Recorde da temporada  | Recorde da temporada do atleta (Season best) | Recorde sul-americano | Recorde sul-americano (South America) | NM                         | Sem marca (No mark)                       |   |                                      |